# 오피아코돈

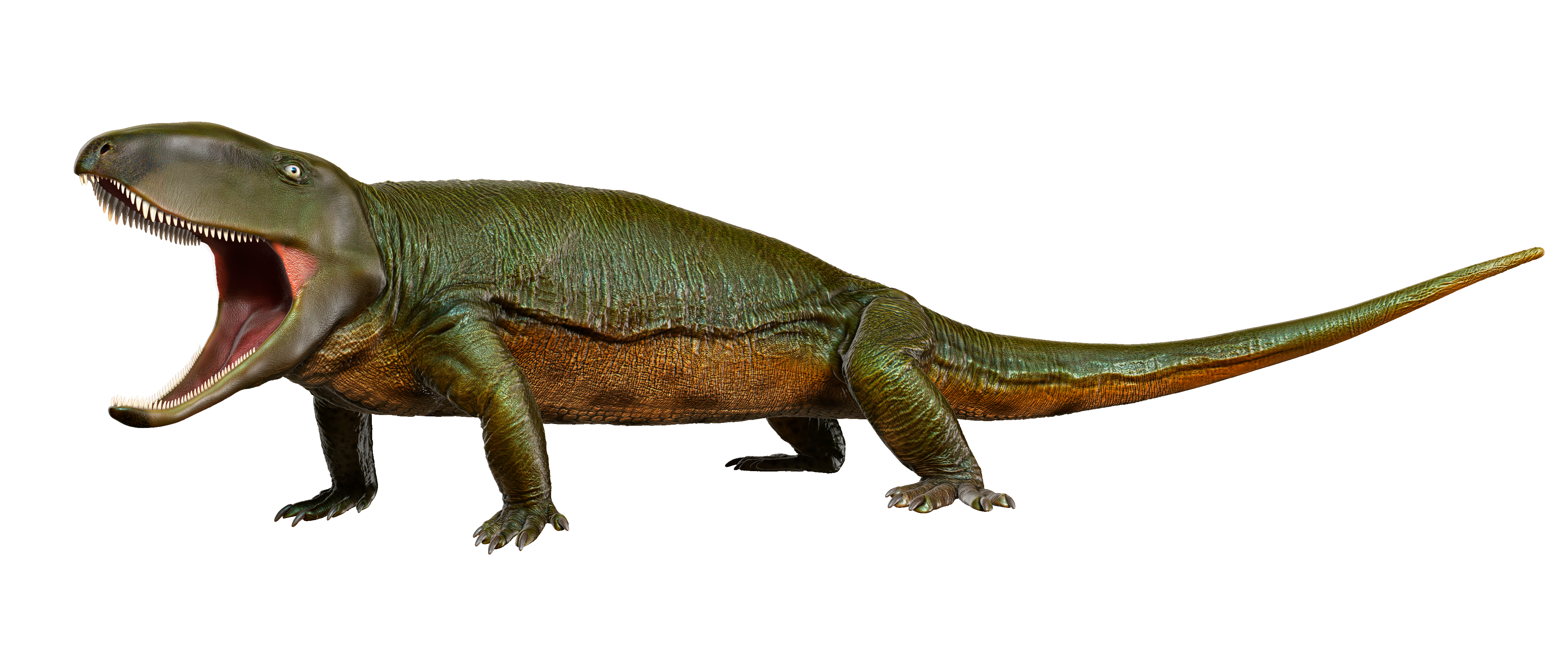

오피아코돈(Ophiacodon)은 고생대 페름기 전기에 살았던 초기 단궁류의 일종으로 속명은 '뱀의 이빨'이라는 뜻이다.

## 발견
북아메리카와 유럽 일부 지역에서 발견되었다. 몸길이는 1.5~3.6m이고, 몸무게는 60kg이다. 오피아코돈의 완전한 화석은 텍사스에서 발견되었는데, 등의 돛이 없다는 것만 제외하면 뼈나 몸 구조가 거의 디메트로돈과 매우 유사하다. 게다가 이빨에는 에리옵스와 같은 양서류에서 나타나는 세로로 된 줄무늬가 있지만 훨씬 덜 뚜렷하며 이빨의 기저부에서만 나타난다.

## 특징

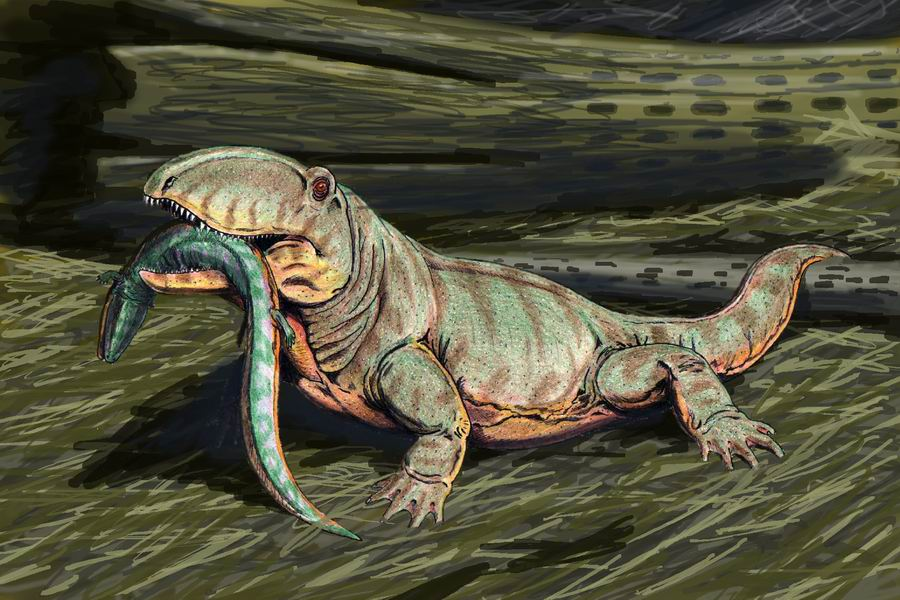

식성은 육식성으로 먹이는 주로 못이나 개울가에 사는 물고기를 잡아 먹었을 것으로 추정된다. 오피아코돈은 이름처럼 뱀과 흡사하게 생겼지만 파충류가 아니라 단궁류에 속하기 때문에 뱀보다는 오히려 포유류와 더 가까운 동물이며, 뱀은 이궁류로 포유류보다는 조류와 더 가깝다. 비슷한 종으로는 아르카이오티리스와 바라노사우루스 등이 있다.